# Vlaamse Volksbeweging
El Vlaamse Volksbeweging (neerlandès per a «Moviment Popular Flamenc») o VVB és un grup de pressió nacionalista flamenc de Bèlgica. Forma part de l'Aliança Europea per la Independència. És considerat un moviment transversal independent dels partits polítics, tot i que molts membres prominents van passar a la política activa, com ara els futurs primers ministres Wilfried Martens i Gaston Eyskens.
Ha contribuït a la reforma d'estat de Bèlgica i molt dels punts del programa del «Congrés de Mechelen» del 9 d'octubre de 1960, aleshores més aviat vist com a una utòpia, es van esdevenir.
Com que dels dels anys 1990 tots els partits de Flandes són flamencs, el Moviment com grup de pressió ha perdut impacte. L'agenda flamenca ha passat al rerefons, hi comprés per al principal partit nacionalista. Per a la majoria política, des del 2015, la prioritat és la reforma econòmica en sentit neoliberal.

## Història

### Precedents durant la Segona Guerra Mundial
Després de la Segona Guerra Mundial el moviment flamenc havia perdut empenta: la resistència contra l'enemic comú durant la guerra havia unit molta gent enllà de les divisions lingüístiques. A més, una part del moviment, com ara la Unió Nacional Flamenca (VNV) i el seu president Staf de Clercq (1884-1942) havien col·laborat activament amb el règim nazi i veien Alemanya com l'aliat «natural» del poble flamenc, dos pobles germans i «germànics». De fet, anys abans, el 14 de juliol 1940, Adolf Hitler havia decretat la Flamenpolitik (política dels flamencs): el suport als flamencs i cap privilegi per als valons, un clàssic exemple de política divide et impera, com els alemanys ja havien fet durant la Primera Guerra Mundial. Això va contribuir a una divisió maniqueïsta en cercles belgicistes conservadors dels anys 50: «dolents col·laboradors flamencs i bons francòfons patriotes», tot i que el moviment feixista francòfon de Léon Degrelle (1906-1994) havia sigut molt fort i el mateix rei Leopold III hagué de dimitir per haver mostrat massa simpatia amb el nazisme.

### El primer germen polític del VVB: anys 1950
A la primeria dels anys 1950 no hi havia cap partit polític amb agenda flamenca. Els tres majors partits nacionals eren dividits segons les línies ideològiques d'aleshores: el catolicisme, socialisme o liberalisme. L'efímer partit Concentració Flamenca (en neerlandès, Vlaamse Concentratie, actiu entre el 1949 i el 1954) no va obtenir cap resultat notable. En aquest context, uns intel·lectuals i militants flamencs van concebre l'idea de crear un ampli moviment transversal a fi i efecte de pressionar els partits tradicionals, tots unitaristes, per tal que es donés resposta a les reivindicacions flamenques.
El 30 de novembre de 1952, el Vlaamse Volksbeweging va ésser fundat en cercles d'associacions d'exestudiants universitaris. Va publicar la revista Opstanding («Dempeus»), que militava per al federalisme i per una amnistia dels col·laboradors represaliats després de la guerra. Va romandre un moviment discret sense gaire projecció social i va desaparèixer del 1954. Consegüentment, diversos dels seus membres van abandondar el VVB i el 15 de desembre 1954 van crear el partit polític Volksunie (1954-2001).
El 1956 Maurits Coppieters, un polític nacionalista flamenc antifeixista va fer una crida per revifar el moviment i crear un consell amb flamencs prominents de totes les províncies i de tot l'espectre ideològic. Al març del mateix any es van trobar per primera vegada; amb participants d'arreu excepte del camp esquerrà i lliurepensador. En aquesta època van reeixir de transformar el moviment flamenc en un moviment emancipatori, tolerant i obert, ben lluny de les agrupacions autoritàries o ultramuntans dels anys 1930 i que s'havien materialitzat com el Verdinaso i VNV. Això conduí a l'èxit de moltes accions contra les lleis llingüístiques que no protegien prou el neerlandès.
Des de l'inici el VVB es va oposar a l'unitarisme belga i va lluitar per a l'autonomia flamenca i el federalisme. A la darreria dels anys 1950 va atreure molts futurs polítics com ara Jos Dupré, Gaston Eyskens (futur primer ministre), Herman Deleeck, Frans van Mechelen i intel·lectuals socialment progressistes del moviment obrer catòlic (ACW) de l'antiga Universitat Catòlica de Lovaina. El 1961 es troben a la direcció del Moviment representants de les tres corrents ideològiques d'aleshores, nogensmenys els catòlics hi eren predominants. A poc a poc també va cercar aliats a Valònia, on el moviment való, que, entre d'altres estava inspirat pel socialista André Renard (1911-1962) i aspirava al federalisme —no pas en primer lloc per reformes d'estructures polítiques sinó més aviat per a reformes de les estructures econòmiques.

### Evolució fins a l'actualitat
El VVB va atènyer el seu objectiu més fonamental: l'article primer de la constitució belga des de 1992 reconeix que «Bèlgica és un Estat federal». Des dels anys 1960, els tres partits tradicionals unitaristes van començar a crear diverses faccions lingüístiques fins que totes es van escindir en partits independents. La Volksunie, el partit nacionalista flamenc, progressava en cada elecció (20 diputats el 1968) i els altres partits es veien obligats a respondre a les reivindicacions flamenques per tal de contenir l'hemorràgia de militants. El partit socialista va ser el darrer a seguir la tendència el 1977. Quan reeixí d'imposar la seva agenda a tota la resta de partits polítics, el mateix Moviment començà perdre la seva raó d'ésser. Des del 1970, el moviment va perdre membres i embranzida. El 1989 l'associació gairebé havia desaparegut i tenia amb prou feines dos mil membres.
Es va elegir una nova junta que va establir un curs radical. No satisfet amb la reforma de l'estat que menyspreava com un «federalisme unionista», des de 1991, el VVB aposta per la independència de Flandes. Molts nous membres van arribar, entre d'altres de la Volksunie, decebuts pels compromisos i concessions polítiques en la reforma de l'estat central. També van arribar-hi des de l'ala nacionalista del partit d'extrema dreta Vlaams Blok, fet pel qual el VVB va duplicar el nombre d'afiliats. El 1995 es fusionà amb el Comitè d'acció lingüística (en neerlandès Taal Aktiekomitee, TAK). En una entrevista del 2019, la VVB va citar com a èxit important que a les curses ciclistes –esport molt popular a Flandes– llavors la majoria del públic feia onejar la bandera flamenca en comptes de la belga.
Mantenir l'equilibri entre les diferents tendències democràtiques del moviment i la tendència pròxima a l'ala d'extrema dreta del Vlaams Belang en un mateix col·lectiu ha esdevingut una tasca complexa. El VVB va obtenir grans victòries quan era un moviment pluralista i inclusiu. Segons uns membres de l'ala progressista, des del 2015 pateix el risc d'evolucionar cap a esdevenir una filial de l'extrema dreta flamenca i, per tant, de perdre la seva essència. El 2018, l'aleshores president Bart de Valck va dimitir del moviment perquè diversos membres van valorar que la seva relació amb la diputada Barbara Pas del partit ultradretà Interès Flamenc posava en perill la credibilitat de l'organització.

## La publicacióDoorbraak
El 1959, amb 23 anys, Wilfried Martens (1936-2013), que acabà esdevenint primer ministre belga, n'esdevingué el redactor en cap i el transforma en una revista d'opinió bimensual que batejà com a Doorbraak («avenç»).
 El 1964 havia arribat a tenir una tirada de 13.000 exemplars. Per la seva redacció hi passaren molts periodistes i –futurs– polítics. Actualment subsisteix com a pàgina web d'opinió i oficialment és independent del propi moviment Vlaamse Volksbeweging.